# 잭 낸스
잭 낸스(Jack Nance, 1943년 12월 21일 ~ 1996년 12월 30일)는 미국의 배우이다.

## 출연 작품
- 로스트 하이웨이 (1997)
- 키드 특공대 (1996)
- 체이스 맨 (1996)
- 붉은 악녀 (1996)
- 어크로스 더 문 (1995)
- 톨 테일 (1995)
- 부두 (1995)
- 데몰리션니스트 (1995)
- 미드나잇 런 - 제1탄 (1994)
- 러브 앤 A. 45 (1994)
- 미트볼 4 (1992)
- 여자의 눈물 (1991)
- 정오의 열정 (1990)
- 광란의 사랑 (1990)
- 범죄와의 전쟁 (1988)
- 우주 생명체 블롭 (1988)
- 술고래 (1987)
- 블루 벨벳 (1986)
- 굴리스 (1985)
- 사구 (1984)
- 시티 히트 (1984)
- 해밑 (1982)
- 파괴자 (1977)
- 이레이저 헤드 (1977)
- 바보들 (1970)